# Horst-Dieter Blume
Horst-Dieter Blume (* 22. April 1935 in Göttingen) ist ein deutscher Klassischer Philologe, der an der Universität Münster wirkte. Er veröffentlichte Studien zum antiken Drama und Theaterwesen sowie Aufsätze zur neugriechischen Literatur und Kultur.

## Leben
Blume studierte von 1954 bis 1961 Klassische Philologie und Anglistik an den Universitäten Göttingen, München und Durham. Bereits als Student in Göttingen wirkte Blume an originalsprachlichen Aufführungen griechischer Tragödien mit, von denen Tonbandaufzeichnungen erhalten sind. 1961 wurde er in Göttingen mit seiner Dissertation Untersuchungen zu Sprache und Stil der Schrift περὶ ὕψους zum Dr. phil. promoviert, 1962 legte er das erste Staatsexamen für das höhere Lehramt ab.
Ab 1962 war er Assistent bei Martin Sicherl an der Universität Münster, bis zur Veröffentlichung seiner Dissertation (6. Mai 1963) als Vertreter. In Münster inszenierte Blume mehrmals römische Komödien und griechische Tragödien in Originalsprache mit Studierenden des Seminars für Klassische Philologie. 1972 habilitierte er sich für Klassische Philologie. 1976 wurde er zum außerplanmäßigen Professor ernannt, 1980 zum Professor. 2000 trat er in den Ruhestand, ist aber weiterhin in Forschung und Lehre tätig. Er leitet seit 1984 die „Graeca“, einen griechischen Lektürekreis, den Heinrich Dörrie begründete.
Blume beschäftigte sich zu Beginn seiner akademischen Laufbahn mit der antiken Dichtungstheorie. Neben seiner Dissertation über die Schrift vom Erhabenen (Pseudo-Longinos, περὶ ὕψους) fertigte er einen Wortindex der Schrift für den Nachdruck der Ausgabe von Otto Jahn und Johannes Vahlen an. Sein eigentlicher Forschungsschwerpunkt wurde das antike Drama, besonders Menanders Komödien. Nach seiner Habilitationsschrift über Menanders Samia veröffentlichte er Monografie über den Dichter (1998) und eine zweisprachige Ausgabe des Dyskolos (2007). Seine Einführung in das antike Theaterwesen erlebte drei Auflagen und wurde ins Griechische übersetzt. Hinzu kommen Übersetzungen griechischer Tragödien ins Deutsche: Euripides, Iphigenie in Aulis (2014) und Aischylos, Sieben gegen Theben (2017).
Als Doktorvater betreute er unter anderem die Dissertationen von Karl-Heinz Gerschmann, Susanne Gödde und Theodor Heinze.

## Schriften (Auswahl)
- Untersuchungen zu Sprache und Stil der Schrift περὶ ὕψους. Göttingen 1963 (Dissertation)
- Menanders ‚Samia‘. Eine Interpretation. Darmstadt 1974 (Habilitationsschrift, Universität Münster)
- Einführung in das antike Theaterwesen. Darmstadt 1978. 2., durchgesehene Auflage 1984. 3. Auflage 1991
  - Griechische Übersetzung von Maria Iatrou: Εισαγωγή στο αρχαίο θέατρο. Athen 1986
- Menander. Darmstadt 1998. Nachdruck 2010 (Erträge der Forschung 293)
- Menander: Dyskolos / Der Menschenfeind, griechisch / deutsch. Stuttgart 2007
- Euripides: Iphigenie in Aulis. Übersetzung, Anmerkungen und Nachwort. Stuttgart 2014

Herausgeberschaft
- mit Friedhelm Mann: Platonismus und Christentum. Festschrift für Heinrich Dörrie. Münster 1983. 2. Auflage 1985
- Orbis Antiquus. 1990–2007
- mit Cay Lienau: Choregia. Münstersche Griechenland-Studien. 2007ff.